# Jaume Medina
Pour les articles homonymes, voir Medina.
Jaume Medina i Casanovas, né à Vic (Osona) le 6 avril 1949 et mort le 12 mars 2023,, est un philologue, latiniste, écrivain, traducteur et poète espagnol de langue catalane.

## Biographie

### Carrière académique
Jaume Medina devient licencié en philologie classique à l'université de Barcelone (1972). En 1976, il finit sa thèse de doctorat sur Les rythmes classiques dans la poésie catalane à l'université autonome de Barcelone. Il travaille comme professeur de philologie latine dans cette universitè dès 1972.

### Recherche
Ses recherches, philologiques à la base, ont été consacrées à la littérature latine de toutes les époques, avec une attention spéciale au latin vulgaire, tardif, médiéval et humanistique. Il a aussi fait des recherches sur la rhétorique classique, la métrique et la stylistique, ainsi que sur la pensée et la civilisation de l'ancienne Rome. Il a dirigé plusieurs thèses de doctorat. Collaborateur habituel aux projets de recherche, il a en particulier dirigé l'édition de plusieurs ouvrages latins de Raymond Lulle. Il a publié plus de trois cents études sur la philologie latine (langue et littérature), la tradition classique et la philologie catalane (langue et littérature). Il a dispensé plusieurs cycles de conférences consacrés à la littérature ancienne et moderne. Il a été le fondateur de la Société Catalane d'Ètudes Classiques (1979), coordinateur du Symposium Carles Riba (1984) et il est membre du conseil de direction de la Fondation Bernat Metge. Il a collaboré à l'Histoire de la littérature catalane de Riquer-Comas-Molas.
Il a publiés plusieurs traductions dans la collection de Textos Filosòfics (Textes Philosophiques), Clàssics del Cristianisme (Classiques du Christianisme) et Fondation Bernat Metge. Collaborateur du Raimundus-Lullus-Institut de l'Université de Fribourg-en-Brisgau (Allemagne) dans la tâche d'édition des ouvrages latins de Raymond Lulle, il a publié aussi dans la collection du Corpus Christianorum, Continuatio Mediaeualis, éditée à Turnhout (Belgique) par Brepols.
Ses articles et études sont publiés dans diverses revues de recherche et de création, comme Presència, Els Marges, Faventia, Reduccions, Llengua & Literatura, Serra d’Or, Revista de Catalunya, L’Avenç, Clot, Faig, Quaderns de Pastoral, Ausa, Qüestions de Vida Cristiana, Cala Murta, Estudis Romànics, Ínsula, Revista de Filología Románica, Revista de lenguas y literaturas catalana, gallega y vasca, Analecta Sacra Tarraconensia, Quaderns de Versàlia, Llengua Nacional, Studia Lulliana, et les digitales Methodos, Mirandum, Convenit, Revista Internacional d’Humanitats, Notandum, Mirabilia.
Il a collaboré aussi à la presse périodique comme La Vanguardia, El País, Avui, Catalunya Cristiana, El 9 Nou et le journal digital Núvol.

### Création littéraire
Jaume Medina a développé une activité importante dans le champ de la création littéraire. Membre de la génération de ’70, il participe à la fondation des collections de poésie Llibres del Mall et Ausiàs March (1973), où il publie ses premiers recueils de poésie. Sa poésie allie une grande rigueur formelle aux thèmes les plus divers. Il a écrit aussi de la critique littéraire et des essais, et il est auteur d'une pièce de théâtre religieux et d'un roman. Ses traductions d’auteurs anciens et modernes ont eu une grande diffusion.

## Œuvre

### Poésie
Jaume Medina a publié des œuvres de poésie en catalan :
- Temps de tempesta (1974) ;
- Encalçar el vent (1976) ;
- Dura llavor secreta (1990) ;
- D’ara i de sempre (2000) ;
- Cobles devotes (2010).

### Roman
- El Perdut i el seu mirall (2016).

### Critique littéraire
- Lletres d’enguany i d’antany (2003).

### Essai
- Estudis de literatura catalana moderna i altres assaigs (2013).

### Recherche

#### Philologie latine
- Traductions en catalan d'auteurs de toutes les époques de la latinité, parmi lesquels on peut souligner Catulle, Virgile, Horace, Ovide, Suétone, Augustin d'Hippone, Oliva de Besalù, Anselme de Cantorbéry, Raymond Lulle, Erasme de Rotterdam, Robert Bellarmin, Francesc Calça, John Locke et Baruch Spinoza. (ca)[4]
- La poesia llatina dels Països Catalans (Segles X-XX) (1996). (ca)
- La poesia llatina de Montserrat en els segles XVI-XVII (El Còdex Brenach de l’Arxiu Episcopal de Vic) (1998). (ca)
- Raimundi Lulli Opera Latina. 97-100. In Cypro, Alleas in Cilicia deque transmarinis ueniente annis MCCCI-MCCCII compilata (2005). (la)
- Raimundi Lulli Opera Latina 7-9, annis 1274-1276 composita (2009). (la)
- Sobre Ramon Llull (2013). (ca)

#### Tradition classique
- De l’Edat Mitjana al Dos mil. Estudis sobre la tradició clàssica a Catalunya. (2009). (ca)

#### Philologie catalane
- Études sur Raymond Lulle, Jaume Balmes, Jacint Verdaguer, Josep Torras i Bages, Àngel Guimerà, Josep Carner, Miquel Martí i Pol, Joan Triadú, Albert Manent et d'autres auteurs du XXe siècle. (ca)
- Editeur des recueils de lettres de Josep Torras i Bages et Josep Carner et collaborateur en ce de Carles Riba. (ca)
- Carles Riba (1893-1959) (1989). (ca)
- La plenitud poètica de Carles Riba. El període de les ‘Elegies de Bierville (1994). (ca)
- Les dames de Josep Carner (1998). (ca)
- Carles Riba i Joan Maragall o la moral de la paraula (2011). (ca)
- La lenta agonia del català, o l’ús de la llengua en els mitjans de comunicació (2013). (ca)
- El parlar d’una familia vigatana (2014). (ca)

#### Rhétorique
- Traduction en catalan de La Rhétorique à Herennius (2000). (ca)
- L’art de la paraula (2000), le premier traité de rhétorique et poétique complet en catalan. (ca)
- Edition de la Rhetorica nova de Raymond Lulle. (la)

## Prix
- Prix de la meilleure traduction catalane (1982), décerné par la Généralité de Catalogne.
- Ve Prix Fondation Congrès de Culture Catalane de Biographie et Études Historiques (1988).
- Prix de la Critique Serra d’Or (1990(.
- Prix Josep Carner, de l'Institut d’Estudis Catalans (1997).
- Prix de Critique Littéraire Jaume Bofill i Ferro (1999).
- Prix Camilo José Cela de critique littéraire. Dans les Prix Ciutat de Palma (2010).